# Nedre Öretjärnen
Nedre Öretjärnen är en sjö i Luleå kommun i Norrbotten och ingår i Alåns huvudavrinningsområde.